# Edward St. Maur, 11. Duke of Somerset
Edward Adolphus St. Maur, 11. Duke of Somerset KG (geborener Seymour, * 24. Februar 1775; † 15. August 1855 in London) war ein britischer Peer, Offizier und Politiker.

## Leben
Er war der dritte von vier Söhnen des Webb Seymour, 10. Duke of Somerset, aus dessen Ehe mit Anna Maria Bonnell. Seine beiden älteren Brüder waren bereits vor seiner Geburt jung verstorben. Er besuchte das Eton College und studierte am Christ Church College der Universität Oxford. Als sein Vater von dessen Bruder 1792 den Titel des Duke of Somerset erbte, erhielt Edward als Heir apparent seines Vaters den Höflichkeitstitel Lord Seymour.
Beim Tod seines Vaters erbte er 1793 im Alter von 18 Jahren dessen Adelstitel als 14. Duke of Somerset, 15. Baron Seymour und 12. Baronet, of Berry Pomeroy. Als er 1796 volljährig wurde, konnte er auch den mit den Titeln verbundenen Sitz im britischen House of Lords einnehmen und erhielt die Kontrolle über die umfangreichen Ländereien der Familie in Devon, Somerset, Wiltshire und Dorset. Er ließ die Schreibweise seines Familiennamens „Seymour“ amtlich zu „St. Maur“ ändern – man hielt diese für die ursprüngliche Schreibweise des Namens.
Er war ein begabter Mathematiker und Fellow der Royal Society. Von 1801 bis 1838 war er Präsident des Royal Literary Fund, von 1827 bis 1842 Präsident der Royal Institution und von 1833 bis 1839 Präsident der Linnean Society. 1831 erhielt er das Amt des Vice-Admiral von Somerset und 1837 wurde er als Knight Companion in den Hosenbandorden aufgenommen. 
Als er 1855 im Alter von 80 Jahren starb, erbte sein ältester Sohn Edward seine Adelstitel.

## Ehen und Nachkommen
Am 24. Juni 1800 heiratete er in erster Ehe Lady Charlotte Hamilton (1772–1827), Tochter des Archibald Hamilton, 9. Duke of Hamilton. Mit ihr hatte er drei Söhne und vier Töchter:
- Edward Adolphus St. Maur, 12. Duke of Somerset (1804–1885), ⚭ 1830 Jane Georgiana Sheridan;
- Archibald Henry Algernon St. Maur, 13. Duke of Somerset (1810–1891);
- Algernon Percy Banks St. Maur, 14. Duke of Somerset (1813–1894), ⚭ 1845 Horatia Isabella Harriet Morier;
- Lady Charlotte Jane St. Maur († 1889), ⚭ 1839 William Blount († 1885), Gutsherr von Orleton in Herefordshire;
- Lady Jane Anne Wilhelmina Seymour (um 1805–1895);
- Lady Anna Maria Jane Seymour later St Maur († 1873), ⚭ 1838 William Tollemache († 1886);
- Lady Henrietta Jane Seymour (um 1809–1890).

Nach dem Tod seiner ersten Gattin heiratete er am 28. Juli 1836 in zweiter Ehe Margaret Shaw-Stewart († 1880), Tochter des Sir Michael Shaw-Stewart, 5. Baronet. Die Ehe blieb kinderlos.